# Пикаљово
Пикаљово (рус. Пикалёво) град је на северозападу европског дела Руске Федерације. Налази се у југоисточном делу Лењинградске области, на подручју Бокситогорског рејона.
Према проценама националне статистичке службе за 2014. у граду је живело 20.864 становника.

## Географија
Град Пикаљово лежи на обали реке Рјадањ (леве притоке реке Тихвинке), у западном делу Бокситогорског рејона, на југоистоку Лењинградске области. Средиште града се налази на надморској висини од 180 m. Укупна површина градске територије је 38 км². Од административног центра рејона града Бокситогорска налази се на удаљености од свега 27 км у смеру истока, односно на око 282 км источно од града Санкт Петербурга.
Недалеко од града пролази аутопут А114 који повезује Вологду са Новом Ладогом, док кроз сам град пролази железничка линија која повезује Вологду са Санкт Петербургом.

## Историја
У писаним изворима Пикаљово се први пут помиње у једном спису из 1620. године као пусто и ненасељено подручје. Касније на том месту настаје село по којем је 1906. године железничка станица на линији Санкт Петербург–Вологда добила своје име. И насеље и железничка станица у то време су административно припадали Тихвинском округу Новгородске губерније. Према подацима из 1910. у селу је живео 41 становник, док је још 13 становника живело око саме железничке станице.
Од септембра 1927. па до јануара 1932. Пикаљово је било административно средиште истоименог рејона. До интензивнијег развоја насеља долази након што су 1930. у његовим атарима откривена откривена знатнија лежишта грађевинског материјала (посебно кречњака и квалитетне глине). Године 1935. са радом је почела фабрика цемента, а саграђене суи комплетно нове стамбене јединице за запослене у фабрици.
Село Пикаљово 1947. добија статус урбаног насеља у рангу варошице, а 1954. и статус рејонског града. Од јула 1992. има статус града обласне субординације. Град је од 1996. до 2006. егзистирао као засебна општинска јединица Лењинградске области.

## Демографија
Према подацима са пописа становништва 2010. у граду је живело 21.562 становника, док је према проценама националне статистичке службе за 2014. град имао 20.864 становника.
| 1939. | 1959.  | 1970.  | 1979.  | 1989.  | 2002.  | 2010.  | 2014.  |
| ----- | ------ | ------ | ------ | ------ | ------ | ------ | ------ |
| ---   | 16.900 | 21.800 | 23.500 | 24.500 | 23.325 | 21.562 | 20.864 |

## Градови побратими
Град Пикаљово има уговоре о партнерству и сарадњи са следећим градовима:
- Марду (Естонија)
- Питкјаранта (Карелија, Руска Федерација)